# Arco da Porta Nova
O Arco da Porta Nova localiza-se na freguesia de Braga (Maximinos, Sé e Cividade), cidade e município de Braga, distrito do mesmo nome, em Portugal.
Encontra-se classificada como Monumento Nacional desde 1910.

## História
Foi uma das portas nas muralhas da cidade, rasgada em 1512, à época do Arcebispo de Braga, D. Diogo de Sousa.
A sua atual feição data de 1772, por iniciativa do arcebispo D. Gaspar de Bragança, com projeto do arquiteto bracarense André Soares, num momento histórico em que a cidade rompia as antigas muralhas, expandindo-se.
Junto encontra-se uma torre medieval, pertencente à muralha fernandina, e praticamente encoberta pelo casario. A entrada faz-se pelo Museu da Imagem.

## Curiosidades
Todos os povos têm características pelas quais são conhecidos, os bracarenses não são exceção, por exemplo, são conhecidos por deixarem a porta aberta, daí a expressão " És de Braga? ".
Há várias teorias para esta expressão. Tais como, o facto de o Arco da Porta Nova nunca ter tido uma porta. Como, na altura já não havia guerra e como a cidade estava a crescer para além dos muros, não foi colocada nenhuma porta naquele arco. A partir daí os habitantes de Braga ficaram conhecidos como aqueles que não fecham a porta. Assim, sempre que um bracarense deixa uma porta aberta, ouve de imediato " És de Braga? ". Outra teoria diz respeito ao espírito comunitário dos bracarenses: para que os vizinhos entrassem sempre que quisessem, os bracarenses deixavam as portas das suas casas abertas.
Outra teoria fala de um velho sábio de Braga que era chamado à casa das pessoas para dar conselhos e lhes pedia deixarem a porta aberta, visto que as casas eram sombrias.